# Brothers Osborne
Brothers Osborne es un dúo de música country estadounidense formado por hermanos T.J. Osborne (voz principal) y John Osborne (guitarra, voz de fondo). Han firmado con EMI Nashville y han lanzado el álbum extended play homónimo y un álbum de estudio llamado, Pawn Shop. El dúo ha lanzado seis sencillos, incluido «Stay a Little Longer», que se situó en el n.º 4 de Hot Country Songs y el n.º 2 en Country Airplay en 2016.

## Historia
John y T. J. Osborne nacieron en Deale, Maryland. John y T.J. Osborne se mudó a Nashville, Tennessee a mediados de la década de 2000. Al mudarse allí, firmaron un contrato de publicación con Warner Chappell, seguido de un contrato de grabación con la sucursal de Nashville de EMI.
El dúo lanzó su sencillo debut «Let's Go There» a finales de 2013. La canción alcanzó el Top 40 en Country Airplay a fines de 2013. Su segundo sencillo, «Rum», debutó a principios de 2014. También alcanzó el Top 40 en Country Airplay, y está incluido de cinco canciones, extended play homónimo lanzado.
Su tercer sencillo es «Stay a Little Longer». Esta canción apareció originalmente en extended play, pero los hermanos la grabaron de nuevo con el productor Jay Joyce para el lanzamiento individual. Se ha convertido en su tercer éxito consecutivo en top 40 country, y su primer top 10, alcanzando el número 2 en enero de 2016. Dos sencillos más siguieron del álbum: «21 Summer» y «It Ain't My Fault».
El dúo anunció un nuevo sencillo, «Shoot Me Straight», en enero de 2018. Será el sencillo principal de su segundo álbum de estudio, Port Saint Joe, programado para el 20 de abril.

## Estilo
Allmusic describe al dúo como la grabación de «country-rock apasionado y terrenal».
La banda de la carretera del dúo consiste en Adam Box en la batería, Pete Sternberg en el bajo y Jason Graumlich en varios instrumentos.

## Discografía

### Álbumes de estudio
- Pawn Shop (2014)
- Port Saint Joe (2018)

### Extended plays
- Brothers Osborne (2014)

### Sencillos
- «Let's Go There» (2013)
- «Rum» (2014)
- «Stay a Little Longer» (2015)
- «21 Summer» (2016)
- «It Ain't My Fault» (2017)
- «Shoot Me Straight» (2018)

### Colaboraciones y otras apariciones
- «Good at Tonight» (con David Nail) (2016)
- «Take Me to the Pilot» (Restoration: Reimagining the Songs of Elton John and Bernie Taupin) (2018)

### Videos musicales
| Año  | Video                  | Director(es)            |
| ---- | ---------------------- | ----------------------- |
| 2014 | «Rum»                  | Peter Zavadil           |
| 2015 | «Stay a Little Longer» | Peter Zavadil           |
| 2016 | «21 Summer»            | Justin Clough           |
| 2017 | «It Ain't My Fault»    | Wes Edwards/Ryan Silver |